# Бундз Роман Степанович
Бундз Роман (нар. 1 вересня 1970 р., Львів, УРСР) — український спринтерський каноїст, який змагався з середини 1990-х до початку 2000-х (десятиліття). Змагаючись на двох літніх Олімпійських іграх, його найкращий результат — сьоме місце у змаганні C-1 на 1000 м в Атланті 1996 року.